# Aconitum woroschilovii
Aconitum woroschilovii är en ranunkelväxtart som beskrevs av A.N. Luferov. Aconitum woroschilovii ingår i släktet stormhattar, och familjen ranunkelväxter. Inga underarter finns listade i Catalogue of Life.